# Bruch (Teig)
Unter einem Bruch (auch Ballen oder Pressen genannt) versteht der Bäcker ein Teigstück, das er vom Teig, den er aus der Knetmaschine nach dem Beenden des maschinellen Knetens geholt hat, abteilt.  Dadurch werden große Teige zur Weiterverarbeitung in kleinere Teigstücke (Brüche =  Teil vom Ganzen) geteilt und abgewogen. Die Teilung steht meist in Verbindung mit dem Wiegen, um das genaue Gewicht des Produktes zu bestimmen. Ein Bruch zur Herstellung von 30 Brötchen wiegt etwa 1600 bis 1800 g. Nach dem Teilen erfolgt eine Teigruhe, damit der Teig entspannt und besser weiterverarbeitet werden kann.
In Österreich ist Bruch die allgemeine Bezeichnung für jedes größere Teigstück unbestimmten Gewichtes.
Ein Bruch kann abschließend abermals mittels „Schleif- oder Kliefmaschinen“ – z. B. bei der Herstellung von Brötchen und Hefekleingebäck – geteilt werden. Andere Gebäcke, so Brot, werden sofort geformt und auf Gare gestellt.